# 렘 뱌히레프

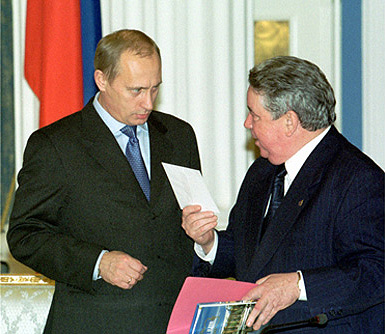
푸틴과 뱌히레프

렘 이바노비치 뱌히레프(러시아어: Рем Ива́нович Вя́хирев, 1934년 8월 23일 ~ 2013년 2월 11일)는 러시아의 관료이자 기업가로 사마라 주 출신이다. 1992년부터 2001년까지 가스프롬 사장을 역임했다.